# Isocyamus kogiae
Isocyamus kogiae är en kräftdjursart som beskrevs av Sedlak-Weinstein 1992. Isocyamus kogiae ingår i släktet Isocyamus och familjen vallöss. Inga underarter finns listade i Catalogue of Life.